# Reginald Jeeves
Jeeves, med det så gott som aldrig använda förnamnet Reginald, är en litterär figur som förekommer i en rad romaner och noveller av P.G. Wodehouse. Han är personlig betjänt,  till huvudpersonen, den dumsnälle unge aristokraten Bertie Wooster, och gjorde sitt första framträdande i novellen "Extricating Young Gussie" ursprungligen publicerad i Saturday Evening Post 18 september 1915, och senare i novellsamlingen The Man with Two Left Feet 1917. I denna första novell om ett av humorlitteraturens mest klassiska par har han dock bara två repliker. Att Jeeves över huvud taget har ett förnamn får läsekretsen – och Bertie Wooster – inte veta förrän i den näst sista romanen om paret, Underbart, Jeeves! från 1971, då en påhängsen bekant kallar Jeeves för "Reggie" – givetvis till dennes förargelse.
Jeeves motto är "rådighet och takt". Han är högintelligent och läser Spinoza och Dostojevskij som förströelse och citerar frikostigt från de stora poeterna. Jeeves har en häpnadsväckande förmåga att reda ut alla de vanskliga situationer Bertie hamnar i. Bertie är mycket medveten om hur beroende han är av Jeeves och har ett antal gånger uttalat sig om att han är glad, men också förvånad, över att han nöjer sig med att arbeta för honom. Jeeves i sin tur är belåten med sin arbetsgivare och vill ogärna se några förändringar i deras förhållande och gör sitt bästa för att allting ska förbli så som det har alltid varit; han är särskilt angelägen att Bertie Wooster skall förbli ungkarl. Trots att Bertie ibland tror sig vara den starke, är det oftast Jeeves som med list och intelligenta manövrar får som han vill.
Jeeves är alltid mycket diskret och närmast flyter ljudlöst in i ett rum. Han ger sig i regel tillkänna med en låg, försynt hostning – enligt Bertie "ungefär som ett får som har fått ett grässtrå i halsen". Starka känsloyttringar uppvisar Jeeves aldrig, på sin höjd ett höjt ögonbryn, eller en ryckning i mungipan.  Jeeves är mycket principfast beträffande vilka klädesplagg eller accessoarer som tillåts vid ett givet tillfälle, och somliga persedlar rekommenderar han total avhållsamhet från. Jeeves skänker Berties rutiga kostym till en trädgårdsdräng, och förmår honom att donera ett bjärt rött toreadorskärp till de förtjänta fattiga. En bländvit mässjacka med förgyllda knappar möter sitt öde i form av ett glödhett strykjärn. Ett par år innan Jeeves kom i Berties tjänst begärde han avsked från Percival Craye, lord Worplesdon, framtida make till Berties faster Agatha, för att denne haft för vana att komma ned till middag iklädd frackbyxor, flanellskjorta och brun kavaj. 
En av de skådespelare som har gestaltat Jeeves är Stephen Fry i tv-serien Jeeves och Wooster. Arthur Treacher spelade Jeeves i två amerikanska filmer på 1930-talet.